# Kyokushin

Emblemat Kyokushinkai w zapisie kanji

Kanku symbol Kyokushin Karate

Kyokushin (jap. 極真) – pełnokontaktowa sztuka walki, rodzaj karate, stworzona przez Masutatsu Ōyamę. Nazwa jest połączeniem słów kyoku (biegun, ekstremum, najwyższa ranga) i shin (prawda, prawdziwość, rzeczywistość) i tłumaczona jest najczęściej jako ekstremum prawdy, dążenie do poznania prawdy, zaś nazwa Kyoku-shin-kai oznacza stowarzyszenie na rzecz poznania ostatecznej (najwyższej) prawdy.

## Historia

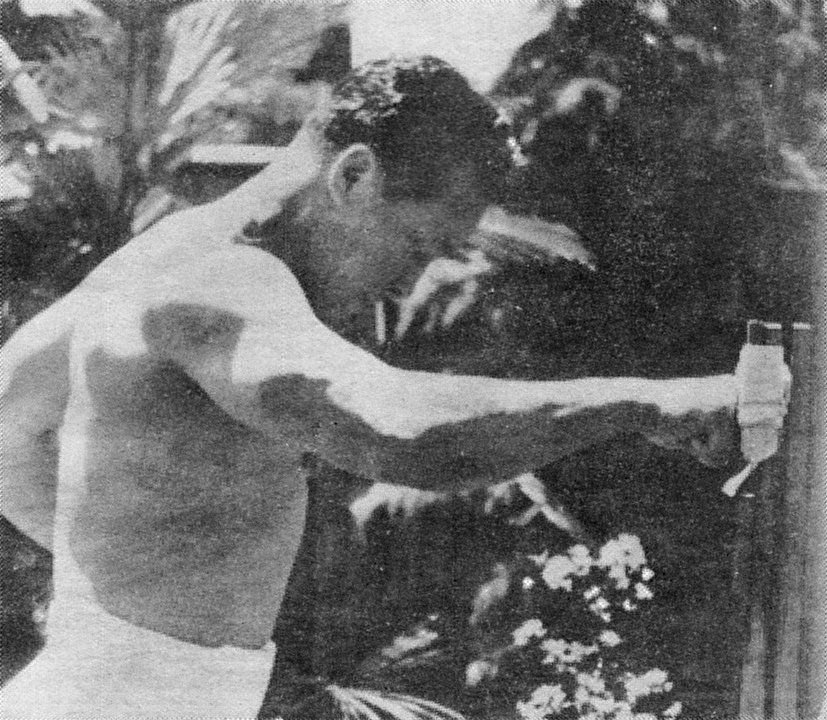
Masutatsu Oyama

Założycielem stylu był urodzony 27 lipca 1923, Koreańczyk, Choi Yeong-eui, który po przybyciu do Japonii przybrał imię Masutatsu Ōyama.
Stworzona przez niego Międzynarodowa Organizacja Karate Kyokushin-kaikan (International Karate Organization Kyokushin-kaikan, w skrócie IKO) była do momentu jego śmierci w 1994 roku największą organizacją sztuk walki na świecie. Po śmierci Masutatsu Ōyamy ogłoszono, że na mocy testamentu sukcesorem zmarłego i nowym liderem światowego kyokushin jest Akiyoshi Shōkei Matsui.
Nie wszyscy uczniowie uznali sukcesora za godnego następcę Masutatsu Ōyamy, w związku z czym w latach 1994–2004 następowały kolejne rozłamy w IKO. Kolejni uczniowie Ōyamy obwoływali się jego sukcesorami i otwierali kolejne Międzynarodowe Organizacje Kyokushin-kaikan Karate uznając jednocześnie siebie za tych właściwych sukcesorów legendarnego twórcy stylu. W ten sposób powstawały kolejne IKO 2, 3, 4, 5 itd.
Nie bez znaczenia dla podziałów w środowisku kyokushin pozostał fakt, że sukcesor Masutatsu Ōyamy zarejestrował International Karate Organization Kyokushin-kaikan jako własne przedsiębiorstwo w Stanach Zjednoczonych. Uczynił to jednocześnie rejestrując nazwy: Kyokushin, Kyokushin-kaikan, Kancho Kyokushin oraz znaki stylu: kanji i kanku jako swoje własne znaki towarowe. Na mocy udzielonych praw do znaków towarowych Shokei Matsui pozbawił możliwości używania tychże znaków i nazw część reprezentantów innych IKO lub też zmusił ich do wybrania innych oznaczeń.
Istotnym dla przyszłości stylu okazał się spór sądowy, jaki toczył Akiyoshi Shokei Matsui z rodziną zmarłego Masutatsu Ōyamy (obecnie reprezentowaną przez jego córkę Kikuko Oyama). Ostatecznie system sądowniczy w Japonii uznał zasadność roszczenia rodziny Ōyama o przywrócenie im wszelkich praw do własności intelektualnej Masutatsu Ōyamy, w tym do stworzonego przez niego stylu karate. Sąd w Tokio uznał rzekomy testament mistrza Ōyamy za ewidentnie sfałszowany i przez to od początku nieważny. Ponieważ różne organizacje Kyokushin nadal posługiwały się skrótem „IKO”, po procesie przyjęto ich numerację: IKO1, IKO2, IKO3 itd. Rodzina twórcy stylu, chcąc podkreślić swoje prawa do dziedzictwa posługuje się dla odróżnienia nazwą IKO Sosai Group. Obecnie istnieje więc wiele mniejszych od pierwotnego IKO organizacji.

## Kata
Kata w karate kyokushin, to inaczej układy formalne, są ściśle określoną sekwencją ruchów (tj. bloków, uderzeń, kopnięć) wykonywanych w różnych pozycjach. W kyokushin zostały one przyjęte i udoskonalone z innych szkół karate uprawianych przez Masutatsu Ōyamę, tj. karate Shotokan, Goju-ryu, oraz chińskiego Kempo.
Lista kata praktykowanych w karate kyokushin:
- kihon sono ichi/ni/san
- taikyoku sono ichi/ni/san (podstawowe) – ćwiczone również w wersji ura (odwrotnej)
- sokugi sono ichi/ni/san
- pinan sono ichi/ni/san/yon/go – ćwiczone również w wersji ura (odwrotnej)
- sanchin
- tsuki no kata
- gekisai sono ichi
- geksai sono ni
- geksai sono san
- saiha
- yantsu
- kanku /kanku dai
- seienchin
- garyu – jedyne autorskie, wymyślone przez Masutatsu Oyamę kata
- seipai
- tensho
- sushiho
- bassai dai – uprawiane jedynie w organizacji IKO1 – (tzw. Matsui Group)
- tekki sono ichi/ni/san – uprawiane jedynie w organizacji IKO1 – (tzw. Matsui Group)
- juji kata
- bo no kata ichi/ni/san – kata z długim kijem

## Trening
Trening karate kyokushin opiera się głównie na pięciu elementach:
- kihon – techniki podstawowe. (patrz: Lista technik w Kyokushin). Kihon ma na celu nauczenie adepta sztuki karate prawidłowej techniki uderzeń, kopnięć oraz bloków. W trakcie kihon ćwiczący stoją w rzędach w kolejności posiadanych stopni. Techniki wykonuje się po podaniu komendy przez prowadzącego ćwiczenia.
- ido geiko – poruszanie się
- kata – formalne układy obrony i ataku. Kata są tradycyjnym sposobem przekazywania wiedzy o karate. W średniowiecznej Okinawie, skąd wywodzi się karate, wprowadzono przepis zabraniający chłopom posiadania wszelkiej broni – nawet noży i siekier, zabroniono także uprawiania sztuk walki. Aby obronić się, Okinawczycy wymyślali więc różne układy walki, czyli kata, które umożliwiały ćwiczenie w samotności (w obawie przed donosicielami). Kata wykonuje się podobnie jak kihon – w rzędach, według posiadanych stopni, po komendzie prowadzącego ćwiczenia.
- kumite – wolna walka. Kumite jest kwintesencją kyokushin karate. Masutatsu Ōyama twierdził, że karate bez walki jest tylko tańcem. W trosce o zdrowie ćwiczących w trakcie walk sportowych wyłączono możliwość ataku na kolana, kręgosłup czy głowę (na głowę można stosować większość technik nożnych).
- iken – trening technik wywodzących się z chińskiego stylu wushu yiquan. Uprawiany głównie w Japonii i Brazylii. Zasadniczym trzonem treningu Iken jest wykorzystanie treningu mentalnego, praca nad „jednością umysłu i ciała”, sprężystością ruchów i perfekcyjnym opanowaniem równowagi i zrównoważeniem szybkości i tempa w walce. Charakterystyczne dla Iken są tzw. eksplozywne uderzenia, techniki shi-li, trening pozycji statycznych.

Ostatecznym celem treningu karate jest rozwój duchowy ćwiczącego. Dokonuje się on poprzez wymagające ćwiczenia fizyczne – w trakcie treningu adept karate pokonuje swoją słabość, nieśmiałość i niezdecydowanie, dzięki temu może stać się lepszym człowiekiem. Każdy adept kyokushin karate powinien znać przysięgę (dojo kun) oraz etykietę dojo.

## System pasów
| Kolejność pasów |
| Biały           |
| Pomarańczowy    |
| Niebieski       |
| Żółty           |
| Zielony         |
| Brązowy         |
| Czarny          |

### Stopnie uczniowskie (Kyū)

#### W IKO Sosai, w IKO Matsui Group i KWF
Stopnie senior (wiek powyżej 14 lat)
- zawodnik bez stopnia kyū – biały pas
- 10. kyū – pomarańczowy pas
- 9. kyū – pomarańczowy pas z niebieskim pagonem
- 8. kyū – niebieski pas
- 7. kyū – niebieski pas z żółtym pagonem
- 6. kyū – żółty pas
- 5. kyū – żółty pas z zielonym pagonem
- 4. kyū – zielony pas
- 3. kyū – zielony pas z brązowym pagonem
- 2. kyū – brązowy pas
- 1. kyū – brązowy pas z czarnym pagonem

Stopnie junior (wiek poniżej 14 lat – wprowadzone po 1994 r.)
- zawodnik bez stopnia kyū – biały pas
- 10.1 kyū – pomarańczowy pas z czerwonym pagonem
- 10.2 kyū – pomarańczowy pas z dwoma czerwonymi pagonami
- 10.3 kyū – pomarańczowy pas z trzema czerwonymi pagonami
- 9.1 kyū – pomarańczowy pas z niebieskim pagonem i czerwonym pagonem
- 9.2 kyū – pomarańczowy pas z niebieskim pagonem i dwoma czerwonymi pagonami
- 9.3 kyū – pomarańczowy pas z niebieskim i trzema czerwonymi pagonami
- 8.1 kyū – niebieski pas z czerwonym pagonem
- 8.2 kyū – niebieski pas z dwoma czerwonymi pagonami
- 8.3 kyū – niebieski pas z trzema czerwonymi pagonami
- 7.1 kyū – niebieski pas z żółtym i czerwonym pagonem
- 7.2 kyū – niebieski pas z żółtym i dwoma czerwonymi pagonami
- 7.3 kyū – niebieski pas z żółtym i trzema czerwonymi pagonami
- 6.1 kyū – żółty pas z czerwonym pagonem
- 6.2 kyū – żółty pas z dwoma czerwonymi pagonami
- 6.3 kyū – żółty pas z trzema czerwonymi pagonami
- 5.1 kyū – żółty pas z zielonym i czerwonym pagonem
- 5.2 kyū – żółty pas z zielonym i dwoma czerwonymi pagonami
- 5.3 kyū – żółty pas z zielonym i trzema czerwonymi pagonami

Przekład stopni junior na stopnie senior
- Stopień junior 10.3 kyū, = Stopień senior 10 kyū,
- Stopień junior 9.3 kyū = Stopień senior 9 kyū,
- Stopień junior 8.3 kyū = Stopień senior 8 kyū,
- Stopień junior 7.3 kyū = Stopień senior 7 kyū,
- Stopień junior 6.3 kyū = Stopień senior 6 kyū,
- Stopień junior 5.3 kyū = Stopień senior 5 kyū,

#### W IKO Midori Group / WKO Shinkyokushinkai, IKO Tezuka Group oraz Kyokushin-kan
Stopnie senior – jak w IKO Sosai, w IKO Matsui Group i KWF
Stopnie junior (nadawane do 16 roku życia włącznie)
- zawodnik bez stopnia kyū – biały pas
- 10.2 kyū – pomarańczowy pas z dwoma czerwonymi pagonami
- 10.1 kyū – pomarańczowy pas z czerwonym pagonem
- 10 kyū – pomarańczowy pas
- 9.2 kyū – pomarańczowy pas z niebieskim pagonem i dwoma czerwonymi pagonami
- 9.1 kyū – pomarańczowy pas z niebieskim pagonem i czerwonym pagonem
- 9 kyū – pomarańczowy pas z niebieskim pagonem
- 8.2 kyū – niebieski pas z dwoma czerwonymi pagonami
- 8.1 kyū – niebieski pas z czerwonym pagonem
- 8 kyū – niebieski pas
- 7.2 kyū – niebieski pas z żółtym pagonem i dwoma czerwonymi pagonami
- 7.1 kyū – niebieski pas z żółtym pagonem i czerwonym pagonem
- 7 kyū – niebieski pas z żółtym pagonem
- 6.2 kyū – żółty pas z dwoma czerwonymi pagonami
- 6.1 kyū – żółty pas z czerwonym pagonem
- 6 kyū – żółty pas
- 5.2 kyū – żółty pas z zielonym pagonem i dwoma czerwonymi pagonami
- 5.1 kyū – żółty pas z zielonym pagonem i czerwonym pagonem
- 5 kyū – żółty pas z zielonym pagonem
- 4.2 kyū – zielony pas z dwoma czerwonymi pagonami
- 4.1 kyū – zielony pas z czerwonym pagonem
- 4 kyū – zielony pas
- 3.2 kyū – zielony pas z brązowym pagonem i dwoma czerwonymi pagonami
- 3.1 kyū – zielony pas z brązowym pagonem i czerwonym pagonem
- 3 kyū – zielony pas z brązowym pagonem
- 2.2 kyū – brązowy pas z dwoma czerwonymi pagonami
- 2.1 kyū – brązowy pas z czerwonym pagonem
- 2 kyū – brązowy pas
- 1.2 kyū – brązowy pas z czarnym pagonem i dwoma czerwonymi pagonami
- 1.1 kyū – brązowy pas z czarnym pagonem i czerwonym pagonem
- 1 kyū – brązowy pas z czarnym pagonem

#### W Kyokushin Union
- biały pas – zawodnik bez stopnia kyū
- czerwony pas z dwoma czarnymi pagonami – 10 kyū
- czerwony pas z czterema czarnymi pagonami – 9 kyū
- niebieski pas – 8 kyū
- niebieski pas z czarnym pagonem – 7 kyū
- żółty pas – 6 kyū
- żółty pas z czarnym pagonem – 5 kyū
- zielony pas – 4 kyū
- zielony pas z czarnym pagonem – 3 kyū
- brązowy pas – 2 kyū
- brązowy pas z czarnym pagonem – 1 kyū

### Stopnie mistrzowskie (dan) we wszystkich organizacjach karate kyokushin
- czarny pas ze złotym pagonem – 1 dan (shodan)
- czarny pas z dwoma złotymi pagonami – 2 dan (nidan)
- czarny pas z trzema złotymi pagonami – 3 dan (sandan)
- aż do czarnego pasa z 10 belkami, będącego najwyższym stopniem w karate kyokushin – 10 dan – jūdan – stopień ten nosił założyciel stylu Sosai Masutatsu Ōyama.

W Polsce posiadacz wyższego pasa nosi miano Senpai, posiadacz czarnego pasa nosi miano Sensei, a od 5 dana wzwyż Shihan, 10 dan – Sosai.
Przewodniczący (prezydent) organizacji nosi tytuł Kancho.
Według nomenklatury japońskiej, Senpai to zawodnicy posiadający 1-2 dan,
Sensei to ćwiczący 3-4 dan, zaś 5 dan i powyżej to Shihan.
Nazewnictwo japońskie różni się zatem od stopni stosowanych w Polsce.
W niektórych federacjach kolorystyka pasów może różnić się od podanej wyżej.
Zobacz też stopnie w karate w innych stylach.

## PrzysięgaDojo
1. Będziemy ćwiczyć nasze serca i ciała dla osiągnięcia pewnego i niewzruszonego ducha.
2. Będziemy dążyć do prawdziwego opanowania sztuki karate, aby kiedyś nasze ciało i zmysły stały się doskonałe.
3. Z głębokim zapałem będziemy starać się kultywować ducha samowyrzeczenia.
4. Będziemy przestrzegać zasad grzeczności, poszanowania starszych oraz powstrzymywać się od gwałtowności.
5. Będziemy spoglądać w górę ku prawdziwej mądrości i sile, porzucając inne pragnienia.
6. Będziemy wierni naszym ideałom i nigdy nie zapomnimy o cnocie pokory.
7. Przez całe nasze życie, poprzez dyscyplinę karate, dążyć będziemy do poznania prawdziwego znaczenia drogi, którą obraliśmy.

Niektóre wersje językowe Przysięgi Dojo nieco różnią się od siebie, czasem w tłumaczeniu, czasem w formie. Przykładowo w polskim IKO1 dodaje się jeszcze jeden punkt, nieistniejący w wersji japońskiej: Nie będziemy stosować i rozpowszechniać sztuki karate poza dojo.
Oryginał z japońskiego:
1. Hitotsu, ware ware wa, shinshin o renmashi kakko fubatsu no shingi o kiwameru koto.
2. Hitotsu, ware ware wa, bu no shinzui o kiwame, ki ni hasshi, kan ni bin naru koto.
3. Hitotsu, ware ware wa, shitsujitsu goken o mot-te, jiko no seishin o kanyo suru koto.
4. Hitotsu, ware ware wa, reisetsu o omonji, chojo o keishi, sobo no furumai o tsutsushimu koto.
5. Hitotsu, ware ware wa, shinbutsu o totobi, kenjo no bitoku o wasurezaru koto.
6. Hitotsu, ware ware wa, chisei to tairyoku to o kojo sase, koto ni nozonde ayamatazaru koto.
7. Hitotsu, ware ware wa, shogai no shugyo o karate no michi ni tsuji, Kyokushin no michi o mat-to suru koto.

## Karate Kyokushin w kulturze

### Znane osoby ćwiczące karate kyokushin
- aktorzy – Dolph Lundgren, Sean Connery, Jean-Claude Van Damme, Michael Rooker, Hennie Bosman, Michael Jai White;
- politycy – były król Hiszpanii Jan Karol I Burbon,
- sportowcy – Mariusz Pudzianowski, Andy Hug, Semmy Schilt, Georges St-Pierre, Bas Rutten.

### Gry komputerowe
Jin Kazama z serii gier Namco – Tekken, używa sztuki Karate Kyokushin w grze Tekken 3, Tekken 4, Tekken 5, Tekken 5: Dark Resurrection i Tekken 6. Możemy go ujrzeć praktykującego Yantsu i Pinan Sono Yon kata w demonstracjach w serii Tekken. Kyokushin pojawia się również w innych postaciach serii Tekken z rodziny Kazama i Mishima.
ICHIGEKI z serii playstation

### Programy telewizyjne
W roku 2004 powstał oparty na historii życia Sosai Masutatsu Oyama film Fighter in the Wind.
Karate Kyokushin zostało zaprezentowane w amerykańskim programie Fight Quest jako przykład sztuki walki pochodzącej z Japonii.